# Psilogramma sulawesica
Psilogramma sulawesica là một loài bướm đêm thuộc họ Sphingidae. Loài này có ở Sulawesi ở Indonesia.